# Le Val-Saint-Germain
Le Val-Saint-Germain ist eine französische Gemeinde mit 1.550 Einwohnern (Stand: 1. Januar 2022) im Département Essonne in der Region Île-de-France; sie gehört zum Arrondissement Étampes und zum Kanton Dourdan. Die Einwohner heißen Val-Saint-Germinois.

## Geographie
Le Val-Saint-Germain liegt etwa 38 Kilometer südsüdwestlich von Paris am Fluss Rémarde. An der östlichen Gemeindegrenze verläuft sein Zufluss Prédecelle. Umgeben wird Le Val-Saint-Germain von den Nachbargemeinden Angervilliers im Norden, Vaugrigneuse im Nordosten, Saint-Maurice-Montcouronne im Osten, Saint-Chéron im Südosten, Sermaise im Süden, Roinville im Südwesten sowie Saint-Cyr-sous-Dourdan im Westen.

## Bevölkerungsentwicklung
| Jahr                       | 1962 | 1968 | 1975 | 1982 | 1990 | 1999 | 2006 | 2012 | 2019 |
| Einwohner                  | 460  | 409  | 509  | 683  | 1147 | 1438 | 1455 | 1427 | 1486 |
| Quellen: Cassini und INSEE |      |      |      |      |      |      |      |      |      |

## Sehenswürdigkeiten
- Kirche Saint-Germain aus dem 11. Jahrhundert, heutiger Bau im Wesentlichen aus dem 16. Jahrhundert
- Schloss Le Marai, 1770 erbaut, seit 1965 Monument historique

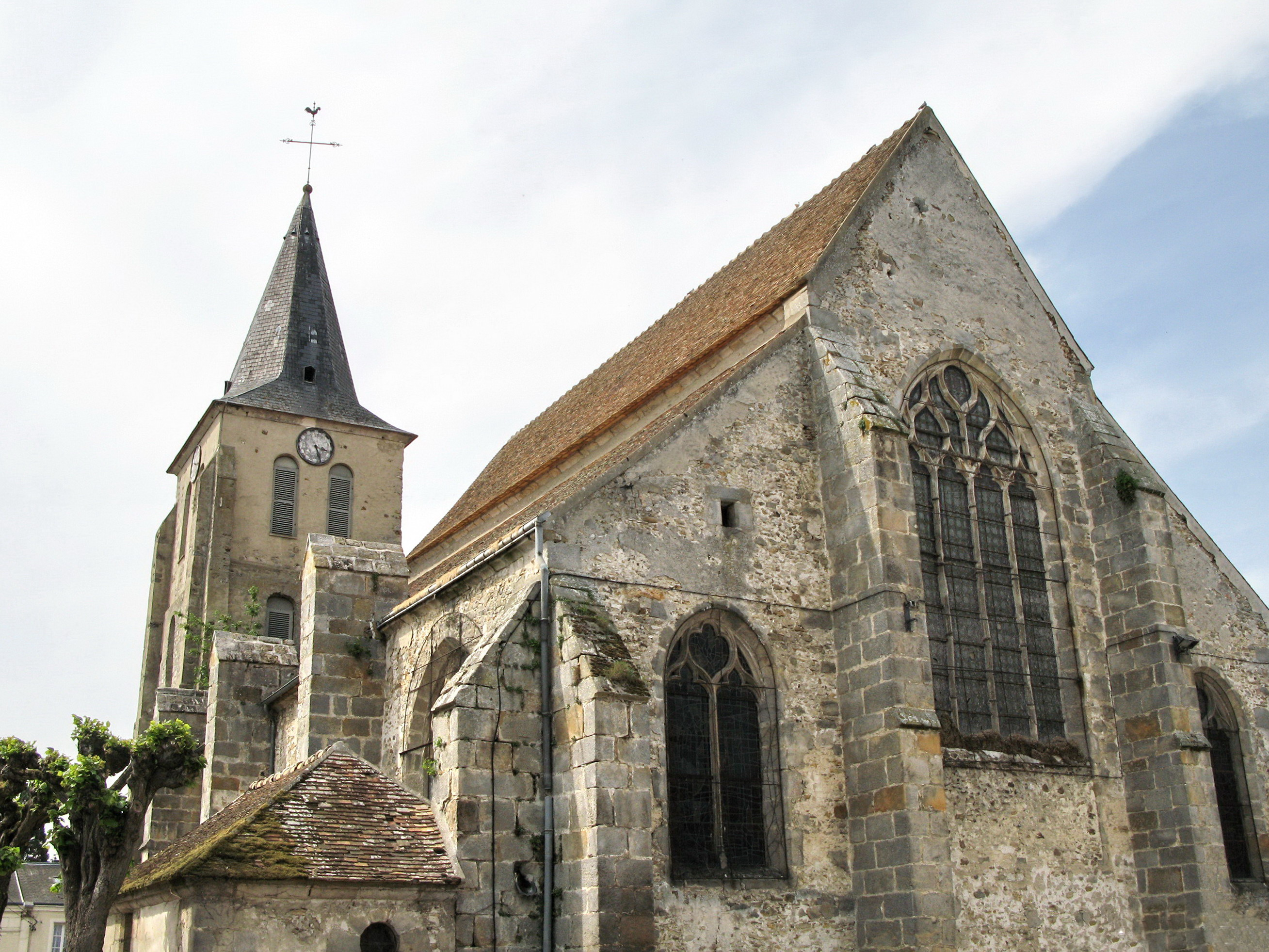
Kirche Saint-Germain
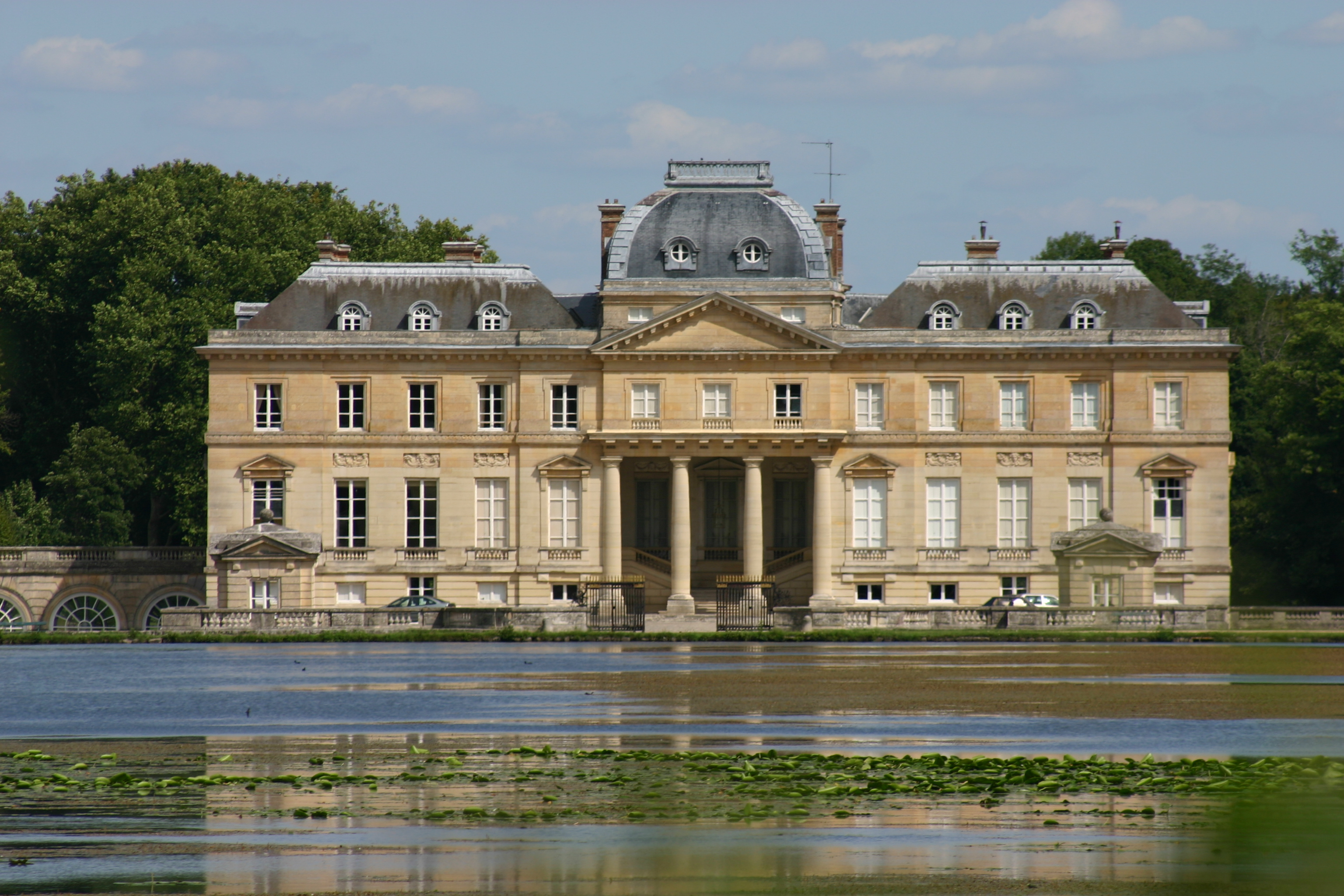
Schloss Le Marais

## Persönlichkeiten
- Jean Pons Viennet (1777–1868), Politiker und Schriftsteller
- Marcel Fleury (1884–1949), Bischof von Nancy (1934–1949)
- Gaston Palewski (1901–1984), Politiker und Botschafter